# Джафр (джамоат)
Джафр, или Джафрский джамоат (тадж. Ҷамоати деҳоти Ҷафр) — сельская община (джамоат) в Раштском районе Таджикистана. Расстояние от центра джамоата (село Джафр) до центра района (пгт Гарм) — 20 км. В состав джамоата входят 5 дехов (сельских населённых пунктов). Население — 7 245 человек (2015 г.; 5038 чел. — 2001 год), таджики.

## Населённые пункты
| № | Населённый пункт | Прежние названия | Тип населённого пункта | Население. |
| - | ---------------- | ---------------- | ---------------------- | ---------- |
| 1 | Джафр            |                  | деха, адм. центр       | 2190       |
| 2 | Нимич            |                  | деха                   | 3022       |
| 3 | Нимичак          |                  | деха                   | 578        |
| 4 | Муллобарот       | Янголик          | деха                   | 1350       |
| 5 | Гандждара        | Ганчик, Ганджик  | деха                   | 105        |

## История
Указом Президиума Верховного Совета ТаССР от 5 ноября 1954 года центр кишлачного совета Джафр был перенесен из села Джафр в село Нимич.